# 비탈리 보로트니코프
비탈리 이바노비치 보로트니코프(러시아어: Виталий Иванович Воротников, 1926년 1월 20일 ~ 2012년 2월 19일)는 소비에트 연방, 러시아의 정치인으로, 1983년 ~ 1988년 러시아 소비에트 연방 사회주의 공화국 각료 회의 의장, 1988년 ~ 1990년 러시아 소비에트 연방 사회주의 공화국 최고 회의 간부회 의장을 지냈다.